# Joel Hulu Mahoe
Joel Hulu Mahoe (geb. 31. Dezember 1831 in Opihihale, South Kona district, Hawaiʻi; † 23. Januar 1891 in Kōloa, Kauaʻi) war ein Pastor und Missionar hawaiischer Abstammung in Hawaiʻi. Er war selbst Aliʻi und war Onkel von zwei späteren Herrschern von Hawaiʻi, Kalākaua und Liliʻuokalani.

## Leben
Mahoe wurde ungefähr am 31. Dezember 1831 in Opihihale, im South Kona District auf der Insel Hawaiʻi geboren. Seine Eltern waren Chief Kamanawa II. und Aulani. Er war ein Großenkel von Kameʻeiamoku, einem der fünf Chiefs aus Kona, welche Kamehameha I. in seiner Gründung des Königtums in Hawaii unterstützt hatten und einer der königlichen Zwillinge im Wappen des Königreichs Hawaiʻi. Sein Halbbruder war Kaluaiku Kapaʻakea von der ersten Frau seines Vaters Kamokuiki. Seine Halbschwester war Kekahili, die Tochter von Kamokuiki und Chief Alapai, von welcher das House of Kawānanakoa abstammt.
Seine Familie war von hohem Rang. 1840 ermordete sein Vater seine Frau Kamokuiki weil er wütend geworden war, als er herausfand, dass Kamokuiki die Tochter Kekahili von einem anderen Mann hatte. Aufgrund des Einflusses der konservativen amerikanischen Missionare, sowie Richter John Papa ʻĪʻī und Königin Kaʻahumanu, war es ihm verboten erneut zu heiraten. Er wurde außerdem verurteilt und gehängt.

### Vom Häuptling zum Pastor
Mahoe konvertierte in jungen Jahren zum Christentum und erhielt von Reverend David Belden Lyman von der Hilo mission den Namen „Joel“.
Er war ein überzeugter Anhänger seines neuen Glaubens. Im Gegensatz zu seinem Bruder, der sich der Politik widmete, wurde er Missionar. Er wurde als geduldiger und engagierter Pfarrer beschrieben. Zusammen mit Kanoa arbeitete er zunächst als einer von Hiram Bingham II. hawaiischen Assistenten. Dann wurde er der Delegierte des Hawaiian Board zu den Gilbertinseln. Am 10. November 1857 landeten sie mit ihren Frauen in Abaiang (damals: Apaiang, Teil des heutigen Kiribati) in der Gilbert Group an.

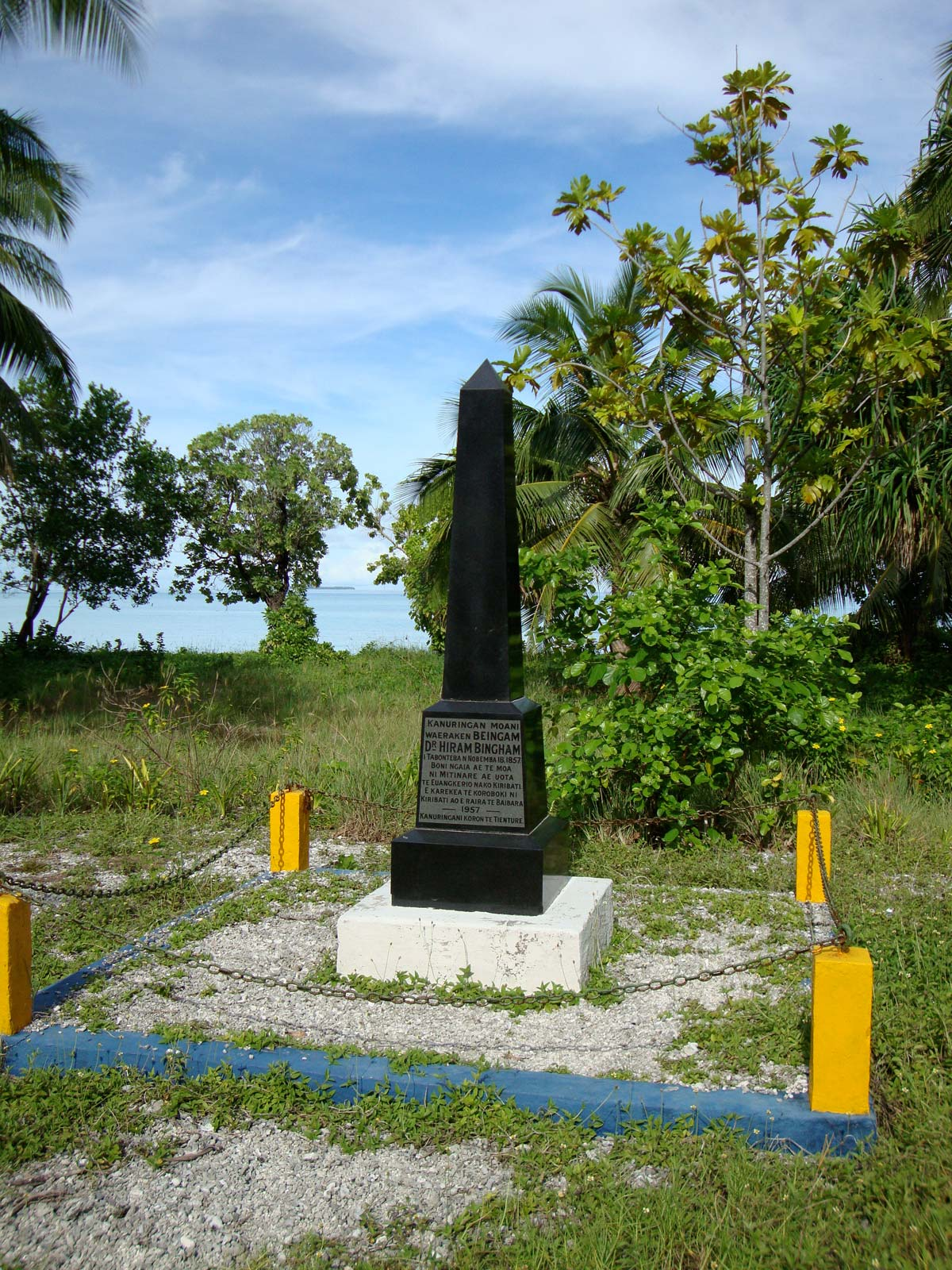
Denkmal in Koinawa für die Ankunft der christlichen Missionare 1857.

Im März 1869 wurde Mahoe, der von Bingham als Verantwortlicher auf Abaiang eingesetzt worden war, angeschossen und schwer verwundet.

„Der Aufstand scheint zumindest teilweise aus einem Versuch des Königs (auf dessen christlichen Charakter die Missionare große Hoffnungen gesetzt hatten) hervorgegangen zu sein, ein Gesetzbuch gegen Mord, Diebstahl, Ehebruch und andere Verbrechen durchzusetzen. Die Missionshäuser wurden zerstört und die Kokosnussbäume um sie herum umgehauen. Dennoch scheint die Mission auf den Inseln Tarawa, Butaritari, Makin und Tapiteuea Fuß gefasst zu haben, und die widrigen Ereignisse in Apaiang könnten sich noch für die Verbreitung des Evangeliums als nützlich erweisen.“

Die Verwundung führte zu einer Behinderung und bewirkte, dass er nach Hawaii zurückging. Er kehrte jedoch zurück und beendete seine Arbeit in den Gilbertinseln, bis eine Erblindung und das Alter ihn zwangen, sich zur Ruhe zu setzen.
Er kehrte nach langen Jahren nach Hawaii zurück, wo sein Neffe inzwischen König geworden war. In Kauaʻi unterstützte er weiterhin die Gilbertese Immigrants und versuchte sein Bestes um den unglücklichen Gilbertesern nach Körper und Seele gutes zu tun. Von Kīlauea aus bemühte er sich au um die Einwanderer auf anderen Inseln, zumal er ihre Sprache sprach und mit ihren Gebräuchen vertraut war. In seinem Report für die Hawaiian Evangelical Association 1880 schätzte er, dass ca. 391 South Pacific Islanders auf Kauaʻi lebten, 113 davon in Kilauea.  Im Verlauf des Jahres hatte, Tuberkulose (consumption), Lungenentzündung und Dysenterie 34 Personen getötet und Mahoe machte sich sorgen um den Schaden, welchen Alkohol, Opium und Spielsucht, sowie die Aktionen der Mormonen verursachten.
Mahoe starb in Kōloa, Kauaʻi, am 23. Januar 1891. Er wurde in der Koloa Hawaiian Church in Koloa bestattet.

## Familie
1854 heiratete er Elizabeth Olivia (Libbie) Kale. Sie wurde am 16. Oktober 1840 in Lāhainā, Maui geboren; Sie war die Tochter eines hawaiischen Häuptlings namens Charles Kameeiamokuakeauiaole Mahoe (Chief Kale) und dessen Frau Maria Koloakea. Wie die meisten Missionarsfrauen folgte sie ihrem Mann auf die Gilbert-Inseln. Auf der Insel Tarawa unterrichtete und bildete sie eine vielversprechende Schülerklasse. Sie und Mahoe hatten elf Kinder:
1. Ruth Aulani Mahoe, (* 1861 in Tarawa) verheiratet mit Reverend Louis Murie Mitchell; sie hatten fünf Kinder.
2. Marietta Mahoe, (* in Honolulu, Oahu), verstorben auf der Morning Star.
3. Mary Koloakea Mahoe, (* 1866, Honolulu) verheiratet mit John Keoua Kalanikau Piimoku Haalou.
4. Martha Kaumaka Mahoe, geboren in Honolulu und verstorben im Alter von 18 Jahren am Kawaiahao Seminary; sie wurde später bei ihren Ältern an der Koloa Hawaiian Church bestattet.
5. Abigail Kekulani Mahoe, (* ca. 1870) verheiratet mit James A. Harper aus England; sie hatten zwei Töchter: Miss Emily Aulani Harper (Waianae, Oahu) und Alice Kahalemalihinikalei Harper (Kapaa Kauaʻi). Abigail Kekulani Harper wurde bei der Waianae Protestant Church in Waianae, Oahu, beigesetzt.
6. Joel Hulu Mahoe Jr. (Joel Hapa) wurde von seiner Schwester Abigail Kekulani Mahoe und deren Ehemann James A. Harper gepflegt („Hapa“ für Harper).
7. Benjamin Hulu Mahoe, (* 30. September 1878, Kiribati) verheiratet mit Henrietta Kaaialii, später mit Helen Akau.
8. Joseph Kahoohuli Mahoe, (* ca. 1872, Ka’ū, Hawaii).

Weitere Kinder, die bereits als Kleinkinder verstarben, waren Maria Mahoe, Luukia Mahoe und eine totgeborene Tochter.